# Fiołek bagienny

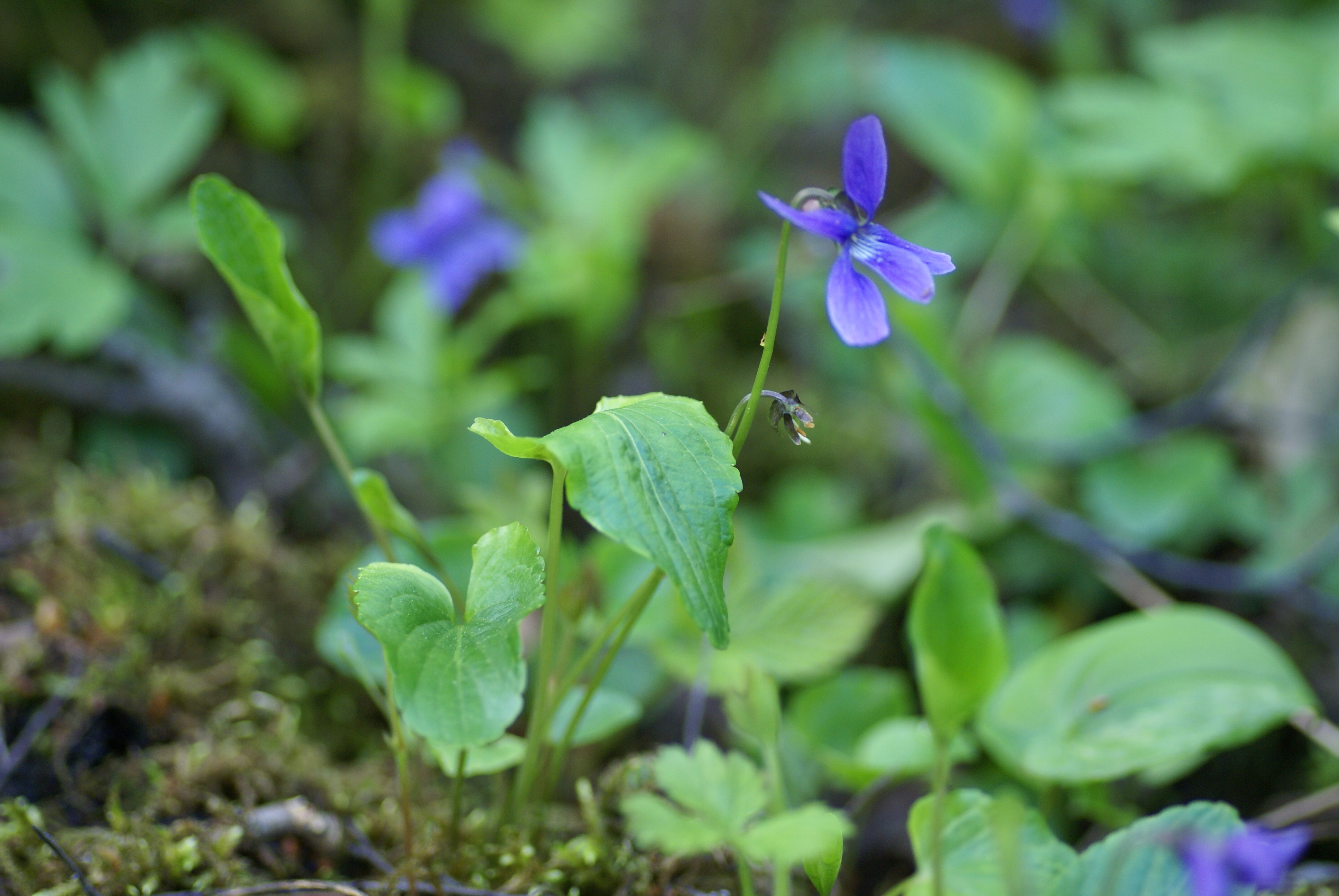
Fiołek bagienny

Fiołek bagienny (Viola uliginosa) – gatunek rośliny z rodziny fiołkowatych (Violaceae). Występuje w środkowej i północno-wschodniej Europie – od wschodnich Niemiec po centralną i północną Rosję, od Półwyspu Skandynawskiego na północy po Ukrainę na południu, z izolowanymi stanowiskami w Chorwacji i Słowenii. W Polsce rośnie na dość licznych stanowiskach w Kotlinie Sandomierskiej oraz koło Rząski pod Krakowem, gdzie znajduje się miejsce typowe gatunku. Dawniej roślina podawana była z całego kraju z rozproszonych innych stanowisk, ale od dziesięcioleci są one niepotwierdzone.

## Morfologia
PokrójNiska roślina o wysokości 10 – 20 cm, bez łodygi. Kwiaty wyrastają na szypułkach w kątach liści odziomkowych. Posiada pełzające, cienkie i bardzo długie kłącze.
LiścieNerkowate i zaokrąglone liście wyrastają na oskrzydlonym ogonku liściowym o długości dwa razy większej od długości blaszki. Liście mają całobrzegie i gruczołowato orzęsione przylistki.
KwiatyO długości 2 – 3 cm, fioletowe (rzadko białe), po dwa w różyczce, na 10 – 15 cm szypułkach. Działki kielicha tępe. Szyjka słupka lekko haczykowata.
OwocKulista i naga torebka osadzona na szypułce w całości odgiętej w dół.

## Biologia i ekologia
Bylina, hemikryptofit. Kwitnie w kwietniu i maju. Rośnie na brzegach strumieni, na terenach z wysiękami wodnymi, najczęściej w obrębie zbiorowisk łęgowych.

## Zagrożenia i ochrona
Roślina objęta w Polsce ścisłą ochroną. 
Informacje o stopniu zagrożenia na podstawie:
- Polskiej czerwonej księgi roślin (2001)[5] – gatunek krytycznie zagrożony (kategoria zagrożenia CR); 2014: narażony (VU)[4].
- Czerwonej listy roślin i grzybów Polski (2006)[6] – gatunek narażony na wymarcie (kategoria zagrożenia V); 2016: EN (zagrożony)[7]

## Zmienność
Tworzy mieszańce z fiołkiem psim, fiołkiem Rivina i prawdopodobnie fiołkiem błotnym.